# Asenbauergraben
Der Asenbauergraben ist ein Bach im 23. Wiener Gemeindebezirk Liesing. Er ist ein Zubringer des Lindgrabenbachs.

## Verlauf
Der Asenbauergraben hat in seinem oberirdischen Verlauf eine Länge von 526 m bei einer Höhendifferenz von 40 m. Sein Einzugsgebiet ist 0,2 km² groß.
Der Bach fließt in West-Ost-Richtung durch den Bezirksteil Mauer. Er entspringt in den Weingärten am Kadoltsberg und verläuft entlang der Franz-Asenbauer-Gasse in einem gepflasterten, trapezförmigen Profil. Kurz vor der Heudörfelgasse wird der Asenbauergraben zum Bachkanal, der unterirdisch in den Lindgrabenbach mündet.
Beim Asenbauergraben besteht eine sehr hohe Gefahr von Überflutungen. Im Fall eines Jahrhunderthochwassers sind in geringem Ausmaß Infrastruktur und Wohnbevölkerung betroffen.

## Geschichte
Franz Asenbauer (1853–1946) war ein Ziegel- und Schieferdeckermeister, der in Mauer als Ortsschulrat und Mitglied des Bezirksstraßenausschusses tätig war.